# Bizeneuille
Bizeneuille é uma comuna francesa na região administrativa de Auvérnia-Ródano-Alpes, no departamento Allier. Estende-se por uma área de 29,2 km². Em 2010 a comuna tinha 301 habitantes (densidade: 10,3 hab./km²).